# I-divisioona 2015
La I-divisioona 2015 è la 33ª edizione del campionato di football americano di secondo livello, organizzato dalla SAJL.

## Squadre partecipanti
| Club                 | Città       | Stadio | Sponsor ufficiale | Risultato nella stagione 2014 |
| -------------------- | ----------- | ------ | ----------------- | ----------------------------- |
| Hämeenlinna Huskies  | Hämeenlinna |        |                   |                               |
| Helsinki Wolverines  | Helsinki    |        |                   |                               |
| Jyväskylä Jaguaarit  | Jyväskylä   |        |                   |                               |
| Kouvola Indians      | Kouvola     |        |                   |                               |
| Oulu Northern Lights | Oulu        |        |                   |                               |
| Tampere Saints       | Tampere     |        |                   |                               |
| Wasa Royals          | Vaasa       |        |                   |                               |

## Pre-stagione
| Tampere 16 maggio 2015 | Wasa Royals | 42 – 0 | Tampere Saints |  |

| Tampere 16 maggio 2015 | Jyväskylä Jaguaarit | 33 – 22 | Oulu Northern Lights |  |

| Tampere 16 maggio 2015 | Oulu Northern Lights | 0 – 27 | Wasa Royals |  |

| Tampere 16 maggio 2015 | Tampere Saints | 14 – 12 | Jyväskylä Jaguaarit |  |

| Hämeenlinna 17 maggio 2015, ore 12:00 | Helsinki Wolverines | 0 – 3 | Kouvola Indians | Pullerin jalkapallokentä |

| Hämeenlinna 17 maggio 2015, ore 14:00 | Kouvola Indians | 0 – 49 | Hämeenlinna Huskies | Pullerin jalkapallokentä |

| Hämeenlinna 17 maggio 2015, ore 16:00 | Hämeenlinna Huskies | 35 – 6 | Helsinki Wolverines | Pullerin jalkapallokentä |

## Stagione regolare

### Calendario

#### 1ª giornata
| Vaasa 23 maggio 2015, ore 15:00 | Wasa Royals  | 71 – 6 (23-0 20-0 14-0 14-6) referto | Kouvola Indians | Kaarlen kenttä\| Arbitro: \| M. Enonkoski \| |
| Arbitro:                        | M. Enonkoski |                                      |                 |                                              |

#### 2ª giornata
| Tampere 31 maggio 2015, ore 16:00 | Tampere Saints | 33 – 41 (13-14 7-13 0-8 13-6) referto | Hämeenlinna Huskies | Pyynikin urheilukenttä (451 spett.)\| Arbitro: \| Hautala \| |
| Arbitro:                          | Hautala        |                                       |                     |                                                              |

| Jyväskylä 31 maggio 2015, ore 16:00 | Jyväskylä Jaguaarit | 45 – 26 (20-6 19-6 0-8 6-6) referto | Oulu Northern Lights | Viitaniemen liikuntapuisto (253 spett.)\| Arbitro: \| Lehtinen \| |
| Arbitro:                            | Lehtinen            |                                     |                      |                                                                   |

#### 3ª giornata
| Laukaa 6 giugno 2015, ore 17:00 | Jyväskylä Jaguaarit | 0 – 47 (0-7 0-14 0-19 0-7) referto | Wasa Royals | Laukaan liikuntapuisto (150 spett.)\| Arbitro: \| Hautala \| |
| Arbitro:                        | Hautala             |                                    |             |                                                              |

| Oulu 7 giugno 2015, ore 14:00 | Oulu Northern Lights | 6 – 37 (0-13 0-14 6-10 0-0) referto | Kouvola Indians | Castrenin urheilukeskus (86 spett.)\| Arbitro: \| Immonen \| |
| Arbitro:                      | Immonen              |                                     |                 |                                                              |

| Tampere 7 giugno 2015, ore 16:00 | Tampere Saints | 36 – 29 (7-14 21-7 0-8 8-0) referto | Helsinki Wolverines | Pyynikin urheilukenttä (497 spett.)\| Arbitro: \| Hautala \| |
| Arbitro:                         | Hautala        |                                     |                     |                                                              |

#### 4ª giornata
| Vaasa 14 giugno 2015, ore 14:15 | Wasa Royals | 124 – 8 (34-8 28-0 41-0 21-0) referto | Oulu Northern Lights | Kaarlen kenttä (838 spett.)\| Arbitro: \| Immonen \| |
| Arbitro:                        | Immonen     |                                       |                      |                                                      |

| Helsinki 14 giugno 2015, ore 14:58 | Helsinki Wolverines | 0 – 47 (0-14 0-14 0-7 0-12) referto | Hämeenlinna Huskies | Brahenkenttä (400 spett.)\| Arbitro: \| T. Jansen \| |
| Arbitro:                           | T. Jansen           |                                     |                     |                                                      |

| Kouvola 14 giugno 2015, ore 17:00 | Kouvola Indians | 8 – 26 (0-0 0-18 0-0 8-8) referto | Jyväskylä Jaguaarit | Kuusankosken urheilupuisto (150 spett.) |

#### 5ª giornata
| Hämeenlinna 27 giugno 2015, ore 16:00 | Hämeenlinna Huskies | 76 – 0 (20-0 30-0 19-0 7-0) referto | Oulu Northern Lights | Kauriala (440 spett.)\| Arbitro: \| Kalliokoski \| |
| Arbitro:                              | Kalliokoski         |                                     |                      |                                                    |

| Tampere 27 giugno 2015, ore 16:02 | Tampere Saints | 54 – 32 (22-8 7-6 22-12 3-6) referto | Jyväskylä Jaguaarit | Pyynikin urheilukenttä (303 spett.)\| Arbitro: \| Tahtinen \| |
| Arbitro:                          | Tahtinen       |                                      |                     |                                                               |

| Helsinki 28 giugno 2015, ore 15:00 | Helsinki Wolverines | 12 – 57 (12-14 0-16 0-13 0-14) referto | Wasa Royals | Brahenkenttä (309 spett.)\| Arbitro: \| Sipi \| |
| Arbitro:                           | Sipi                |                                        |             |                                                 |

#### 6ª giornata
| Oulu 4 luglio 2015, ore 18:00 | Oulu Northern Lights | 0 – 49 (0-14 0-7 0-21 0-7) referto | Tampere Saints | Heinäpään urheilukeskus (106 spett.)\| Arbitro: \| Immonen \| |
| Arbitro:                      | Immonen              |                                    |                |                                                               |

| Kouvola 4 luglio 2015, ore 19:00 | Kouvola Indians | 18 – 54 (0-7 0-20 18-13 0-14) referto | Helsinki Wolverines | Kuusankosken urheilupuisto (135 spett.)\| Arbitro: \| Mäkäräinen \| |
| Arbitro:                         | Mäkäräinen      |                                       |                     |                                                                     |

| Vaasa 5 luglio 2015, ore 15:00 | Wasa Royals | 27 – 38 (0-7 14-7 7-12 6-12) referto | Hämeenlinna Huskies | Kaarlen kenttä (1644 spett.)\| Arbitro: \| K. Kivimaa \| |
| Arbitro:                       | K. Kivimaa  |                                      |                     |                                                          |

#### 7ª giornata
| Hämeenlinna 11 luglio 2015, ore 17:00 | Hämeenlinna Huskies | 47 – 14 (13-14 20-0 0-0 14-0) referto | Kouvola Indians | Kauriala (570 spett.)\| Arbitro: \| Mäkäräinen \| |
| Arbitro:                              | Mäkäräinen          |                                       |                 |                                                   |

| Tampere 11 luglio 2015, ore 16:00 | Tampere Saints | 35 – 13 (7-7 7-0 7-6 14-0) referto | Wasa Royals | Pyynikin urheilukenttä (388 spett.)\| Arbitro: \| M. Enonkoski \| |
| Arbitro:                          | M. Enonkoski   |                                    |             |                                                                   |

| Helsinki 12 luglio 2015, ore 15:00 | Helsinki Wolverines | 37 – 14 (8-14 0-0 7-0 22-0) referto | Jyväskylä Jaguaarit | Brahenkenttä\| Arbitro: \| Hautala \| |
| Arbitro:                           | Hautala             |                                     |                     |                                       |

#### 8ª giornata
| Kouvola 18 luglio 2015, ore 15:00 | Kouvola Indians | 48 – 40 (7-8 7-6 13-6 21-20) referto | Tampere Saints | Sarkolan urheilukeskus (60 spett.)\| Arbitro: \| Sipi \| |
| Arbitro:                          | Sipi            |                                      |                |                                                          |

| Jyväskylä 18 luglio 2015, ore 17:02 | Jyväskylä Jaguaarit | 6 – 40 (0-7 0-24 6-0 0-9) referto | Hämeenlinna Huskies | Viitaniemen liikuntapuisto (350 spett.)\| Arbitro: \| Mäkäräinen \| |
| Arbitro:                            | Mäkäräinen          |                                   |                     |                                                                     |

| Oulu 18 luglio 2015, ore 18:00 | Oulu Northern Lights | 6 – 49 (0-7 6-21 0-14 0-7) referto | Helsinki Wolverines | Heinäpään urheilukeskus (157 spett.)\| Arbitro: \| Immonen \| |
| Arbitro:                       | Immonen              |                                    |                     |                                                               |

#### 9ª giornata
| Oulu 25 luglio 2015, ore 14:00 | Oulu Northern Lights | 12 – 18 (0-6- 6-0 0-6 6-6) referto | Jyväskylä Jaguaarit | Heinäpään urheilukeskus (112 spett.)\| Arbitro: \| Immonen \| |
| Arbitro:                       | Immonen              |                                    |                     |                                                               |

| Kouvola 25 luglio 2015, ore 15:00 | Kouvola Indians | 19 – 63 (0-20 13-9 0-13 6-21) referto | Wasa Royals | Kuusankosken urheilupuisto (60 spett.)\| Arbitro: \| K. Kivimaa \| |
| Arbitro:                          | K. Kivimaa      |                                       |             |                                                                    |

| Hämeenlinna 26 luglio 2015, ore 16:00 | Hämeenlinna Huskies | 20 – 21 (6-0 13-0 14-0 0-6) referto | Tampere Saints | Kauriala (503 spett.)\| Arbitro: \| Kalliokoski \| |
| Arbitro:                              | Kalliokoski         |                                     |                |                                                    |

#### 10ª giornata
| Kouvola 1º agosto 2015, ore 15:00 | Kouvola Indians | 45 – 14 (14-0 21-8 8-0 2-6) referto | Oulu Northern Lights | Kuusankosken urheilupuisto (30 spett.)\| Arbitro: \| Tahtinen \| |
| Arbitro:                          | Tahtinen        |                                     |                      |                                                                  |

| Vaasa 2 agosto 2015, ore 14:00 | Wasa Royals | 63 – 14 (21-6 21-0 7-8 14-0) referto | Jyväskylä Jaguaarit | Kaarlen kenttä (1133 spett.)\| Arbitro: \| Lamminsalo \| |
| Arbitro:                       | Lamminsalo  |                                      |                     |                                                          |

| Helsinki 2 agosto 2015, ore 15:00 | Helsinki Wolverines | 49 – 41 (7-14 14-13 7-7 21-7) referto | Tampere Saints | Brahenkenttä (400 spett.)\| Arbitro: \| Tahtinen \| |
| Arbitro:                          | Tahtinen            |                                       |                |                                                     |

#### 11ª giornata
| Oulu 8 agosto 2015, ore 14:00 | Oulu Northern Lights | 6 – 89 (0-27 0-21 6-27 0-14) referto | Wasa Royals | Castrenin urheilukeskus (94 spett.)\| Arbitro: \| Immonen \| |
| Arbitro:                      | Immonen              |                                      |             |                                                              |

| Hämeenlinna 8 agosto 2015, ore 16:00 | Hämeenlinna Huskies | 35 – 14 (7-7 14-7 7-0 7-0) referto | Helsinki Wolverines | Kauriala (423 spett.)\| Arbitro: \| M. Enonkoski \| |
| Arbitro:                             | M. Enonkoski        |                                    |                     |                                                     |

| Jyväskylä 8 agosto 2015, ore 17:15 | Jyväskylä Jaguaarit | 7 – 68 (0-14 7-34 0-20 0-0) referto | Kouvola Indians | Viitaniemen liikuntapuisto (219 spett.)\| Arbitro: \| Lamminsalo \| |
| Arbitro:                           | Lamminsalo          |                                     |                 |                                                                     |

### Classifica
La classifica della regular season è la seguente:
- PCT = percentuale di vittorie, G = partite giocate, V = partite vinte,  P = partite perse, PF = punti fatti, PS = punti subiti

| Pos. | Squadra              | PCT  | G | V | N | P | PF  | PS  |
| ---- | -------------------- | ---- | - | - | - | - | --- | --- |
| 1    | Hämeenlinna Huskies  | .875 | 8 | 7 | 0 | 1 | 344 | 115 |
| 2    | Wasa Royals          | .778 | 9 | 7 | 0 | 2 | 554 | 138 |
| 3    | Tampere Saints       | .625 | 8 | 5 | 0 | 3 | 309 | 232 |
| 4    | Helsinki Wolverines  | .500 | 8 | 4 | 0 | 4 | 244 | 254 |
| 5    | Kouvola Indians      | .444 | 9 | 4 | 0 | 5 | 263 | 328 |
| 6    | Jyväskylä Jaguaarit  | .333 | 9 | 3 | 0 | 6 | 162 | 355 |
| 7    | Oulu Northern Lights | .000 | 9 | 0 | 0 | 9 | 78  | 532 |

## Playoff

### Tabellone
|  | Semifinali | Semifinali          | Semifinali |                |    | XXXI Spagettimalja  | XXXI Spagettimalja | XXXI Spagettimalja |  |
|  |            |                     |            |                |    |                     |                    |                    |  |
|  | 1          | Hämeenlinna Huskies | 34         |                |    |                     |                    |                    |  |
|  | 1          | Hämeenlinna Huskies | 34         |                |    |                     |                    |                    |  |
|  | 4          | Helsinki Wolverines | 19         |                |    |                     |                    |                    |  |
|  | 4          | Helsinki Wolverines | 19         |                | 1  | Hämeenlinna Huskies | 15                 |                    |  |
|  |            |                     |            |                | 1  | Hämeenlinna Huskies | 15                 |                    |  |
|  |            |                     | 3          | Tampere Saints | 28 |                     |                    |                    |  |
|  | 2          | Wasa Royals         | 3          | Tampere Saints | 28 | 26                  |                    |                    |  |
|  | 2          | Wasa Royals         |            |                |    |                     |                    |                    |  |
|  | 3          | Tampere Saints      | 28         |                |    |                     |                    |                    |  |

### Semifinali
| Vaasa 15 agosto 2015, ore 13:00 | Wasa Royals  | 26 – 28 (0-0 7-7 12-7 7-14) referto | Tampere Saints | Hietalahden jalkapallostadion (1420 spett.)\| Arbitro: \| M. Enonkoski \| |
| Arbitro:                        | M. Enonkoski |                                     |                |                                                                           |

| Hämeenlinna 15 agosto 2015, ore 16:00 | Hämeenlinna Huskies | 34 – 19 (14-0 20-0 0-12 0-7) referto | Helsinki Wolverines | Kauriala (647 spett.)\| Arbitro: \| Sipi \| |
| Arbitro:                              | Sipi                |                                      |                     |                                             |

### XXXI Spagettimalja
| Hämeenlinna 22 agosto 2015, ore 18:00 | Hämeenlinna Huskies | 15 – 28 (0-7 7-7 0-7 8-7) referto | Tampere Saints | Kauriala (1150 spett.)\| Arbitro: \| Immonen \| |
| Arbitro:                              | Immonen             |                                   |                |                                                 |

## Verdetti
- Tampere Saints Vincitori dello Spagettimalja 2015